# ユーハン・ヴィルヘルム・スネルマン
ユーハン・ヴィルヘルム・スネルマン（Johan Vilhelm Snellman, 1806年5月12日 - 1881年7月4日）は、フィンランドのヘーゲル哲学者・政治家・啓蒙家である。
フェノマン運動の創始者として、フィンランドの知識層には大多数のフィンランド人にナショナリティを目覚めさせる道徳的責任があるという考えを広めようとした。
スネルマンの思想に共鳴する者たちが集い、フィンランド初の政党であるフェノマン党は結成された。
かつてフィンランドで発行されていた100マルッカ紙幣に肖像が使用されていた。